# СтопХам
«СтопХам» — некомерційна організація (НКО), яка позиціонує себе як федеральний проєкт, і виступає проти  хамства і порушень  водіями  транспортних засобів  правил дорожнього руху. Утворилася в 2010 році в  Москві. Послідовники руху є не тільки в цілому ряді міст  Росії, але також в  Україні, в  Молдові і в  Білорусі.

## Опис
Проєкт був заснований в 2010 рік у, як одна з федеральних програм  молодіжного руху «Наші», що існувала в проєкті «НАШІ-2.0», під керівництвом комісара руху  Дмитро Чугунова. У липні цього ж року існував в рамках молодіжного руху «Сталь» проєкт був вперше представлений на форумі  Селігер і усно схвалений міністром внутрішніх справ Росії  Рашидом Нургалієвим.
Як основна мета громадського об'єднання декларується боротьба з порушенням  правил дорожнього руху і зневагою до оточуючих з боку його учасників:  парковка в недозволеному місці, самозахоплення міської землі для парковок, використання тротуарів для пересування на автомобілі тощо Учасники акції шукають неправильно припарковані автомобілі, що створюють перешкоди для оточуючих і, за наявності в автомобілі водія, звертаються до нього з проханням перепарковаться автомобіль відповідно до ПДР. У разі відмови, або за відсутності водія, на лобове скло автомобіля з пасажирської або водійської, а нерідко і на бічні або задні скла приклеюється кругла наклейка з текстом «Мені плювати на всіх, паркуюся де хочу». Процес, нерідко супроводжується з боку водіїв образами і спробами побитися, знімається на відеоносії (телефони, камери), після чого активісти проєкту монтують відеоролики, які викладають в Інтернет: на YouTube, ВКонтакте і на офіційний сайт руху . Альтернативно, активісти також встають у виїздів з тротуару і «ловлять» будь проїжджаючий там автотранспорт, клею наклейки тим водіям, які не зупиняються і їдуть спеціально на учасників руху, або ж відмовляються здати назад.
За опитуванням, здійсненим на території Росії в березні 2014 року, близько 52 % росіян у віці від 20 до 60 років підтримали рух; ще 24 % поставилися до нього нейтрально, 17 % його не підтримали, і 6-7 % не знали про його існування або ж не змогли відповісти.
31 травня 2014 керівник проєкту СтопХам, комісар руху «Наші» Дмитро Чугунов у напрямку розвиток громадського контролю обраний членом  Громадської палати РФ 5-го складу, в інтернет-голосуванні отримавши 21883 голосів. Згодом, керівництво проєкту було тимчасово покладено на його прихильника, Кирила Буніна, але в даний момент Чугунов знову повернувся до посади безпосереднього керівника.
На початку листопада 2014 офіційний YouTube канал московського проєкту був заблокований у зв'язку з численними скаргами про порушення авторських прав (фанати проєкту на загальну думку пов'язали це з інцидентом про знесення гаражів — див. Нижче — хоча достовірного підтвердження даний факт не має). Його місце незабаром зайняв канал «StopxamLive» з іншими керівниками, надалі заявив про себе як новий офіційний канал «СХ» Москви. За чотири з гаком роки існування первісного каналу на нього було викладено 157 випусків. На червень 2015 столичне рух налічує 184 випуску, а старі випуски доступні на аналогічному каналі Rutube.

## Конфлікти

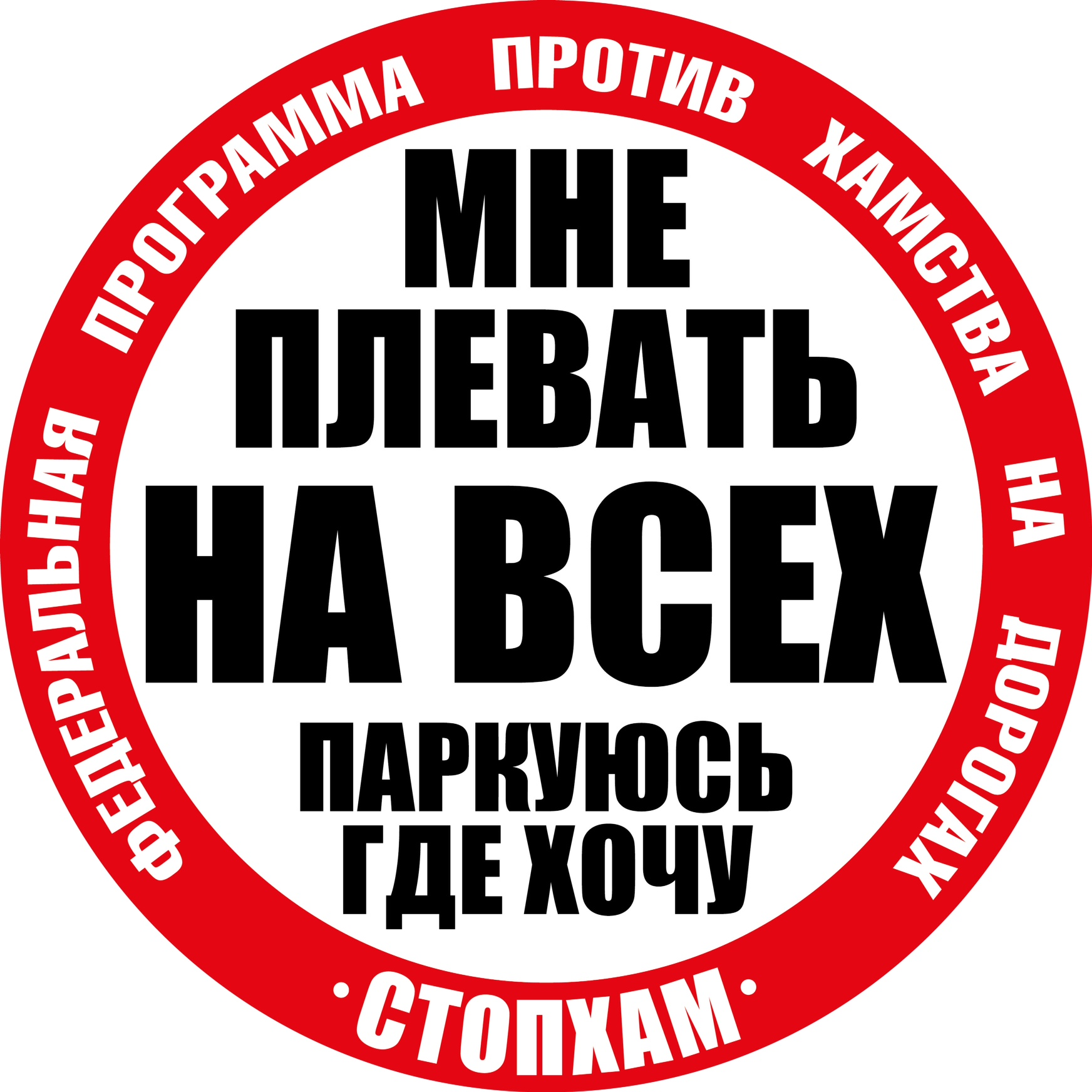
Наклейка проєкту «СтопХам» (до 2012 року)

- У квітні 2012 року проєкт набув популярності після інциденту у ТЦ «Європейський» в  Москві, в якому взяли участь Мадіна Мінгаєва, дружина заступника повпреда Чечні при президенті РФ Тамерлана Мінгаєва, неправильно припаркувати свій автомобіль, і син Мінгаєва, терміново викликаний матір'ю для розборок. Конфлікт закінчився бійкою, в ході якої Мадіна та Іслам Мінгаєва намагалися примусити операторів знищити запис, а також погрожували їм та їхнім сім'ям фізичною розправою. Тим не менш, запис потрапив в Інтернет, і станом на квітень 2014 була переглянута на YouTube більше семи мільйонів разів. Вибухнув скандал, було заведено кримінальну справу про хуліганство. 5 травня 2012 Президент Чечні  Рамзан Кадиров офіційно оголосив про звільнення Мінгаєва, у зв'язку з неприйнятними публічними діями його дружини. Втім, Кадиров так само засудив і дії активістів руху, назвавши їх «провокаційними», а дії Ісламу Мінгаєва не прокоментував ніяк.

- У квітні 2013 активісти руху заблокували автомобіль консультанта правового управління  Центрвиборчкому РФ 24-річної Маргарет Аракелян в той момент, коли дівчина намагалася припаркуватися на пішохідному переході на  вулиці Маросейка. Після словесних суперечок Аракелян направила керований нею автомобіль на активістів, ледь не задавив одного з них. Після чого порушниця  ПДР вийшла з машини і грубо оголосила, що має право паркувати автомобіль на переході, оскільки є  держслужбовця. При цьому  загрожувала активістам неприємностями у разі публікації компрометуючих її відеокадрів. Тим не менш, відеозапис була опублікована інформагентствами, що спричинило вибачення глави ЦВК РФ  В. Чурова[4].

- У липні 2013 року активісти «СтопХама» перегородили проїзд по тротуару автомобілю «Range Rover», за кермом якого була дружина виконуючого обов'язки (і. О.) Голови управи  району Мар'їно — Тетяна Сморякова. Сморякова збила двох активістів і продовжила рух в  «пробці». На прохання прибулих співробітників ГИБДД зупинитися Сморякова відповіла відмовою і виклала на приладову дошку пропуск префектури. Сам і. о. голови району, Олександр Сморяков, який приїхав на місце ДТП на прохання дружини, написав заяву на неповнолітнього велосипедиста, який стояв на тротуарі, і звинуватив його в наїзді на себе. Приїхавши батьки цього велосипедиста написали зустрічну заяву на дачу завідомо неправдивих показань. Співробітниками ГИБДД складено протокол на Тетяну Сморякову за фактом наїзду на пішоходів. Префектура ЮВАО пізніше опублікувала офіційну заяву, в якій йшлося, що дозволу на будь-яке право на привілейоване рух особистого автотранспорту префектурою не видаються, а питання, пов'язані з особистою поведінкою членів сімей держслужбовців, до діяльності префектури відношення не мають[5][6]. На наступний день після конфлікту Олександр Сморяков подав заяву про свою відставку з займаної посади голови району, яке було прийнято мером Москви —  Сергієм Собяніним[7][8].

- У середині жовтня 2014 активісти «СтопХама» стали співучасниками в боротьбі з організованим знесенням гаражів на території  Тимирязевского району САО Москви, пов'язаним з подальшим будівництвом  Північно-Західної хорди . Так, один з ГК району піддався механізованого знесенню людьми в балаклавах, без попереднього про те попередження. Котрі стали на захист власників гаражів активісти були жорстоко побиті палицями і травмовані внаслідок застосування  перцевий балончиків. Сам Чугунов отримав шість тілесних ушкоджень і був госпіталізований. За останніми даними, що підлягають знесенню ГК так і не вдалося відстояти[9][10].

- 10 лютого 2015 в Санкт-Петербург е сім активістів «СтопХам» після чергової акції були жорстоко побиті та пограбовані групою осіб, що прибули на місце злочину на чотирьох автомобілях. Інцидент стався біля будинку № 26 / 1 по  Дачному проспекту. В результаті нападу активістам знадобилася медична допомога, а троє з них — двоє молодих людей і одна дівчина — були госпіталізовані з травмами середньої тяжкості[11]. За попередніми даними, нападників викликав водій одного з автомобілів, з яким у активістів в ході акції зав'язався конфлікт[12]. Напад було знято на камеру автомобіля, що стояв поруч[11]. За його фактом МВС Санкт-Петербурга було порушено кримінальну справу за 2 частиною статті 116 КК РФ (побої)[13][14].

## «Стопхам» на телебаченні
27 серпня 2012 на каналі «ТВ Центр» стартував документальний цикл «Міські війни». Творці проєкту досліджують проблеми і конфліктні ситуації столиці, пов'язані з дорожнім рухом, і намагаються їх вирішити. Провідним циклу став федеральний координатор  громадського об'єднання «СтопХам», комісар — Дмитро Чугунов.
З 2014 року випуски «Стопхам» виходять на гумористичному каналі «Гумор BOX».

## Фінансування
У 2013 році в рамках президентських грантів «СтопХам» на свою діяльність отримав 4 мільйони рублів. У 2014 році в рамках президентських грант ів «СтопХам» на свою діяльність отримав 6 мільйонів рублів. Одним з основних джерел доходів є надходження від програми монетизації (винагороди авторам відеозаписів) інтернет-ресурсу YouTube, де активісти розміщують відеозапису проведених заходів. Так, наприклад, сервіс оцінки прибутковості youtube-каналів SocialBlade оцінює річну виручку від 12 до 192 тисяч доларів США.